# Tiroler Landespreis für Kunst
Der Tiroler Landespreis für Kunst ist ein Kunstpreis des Bundeslandes Tirol.
Der Landespreis für Kunst wird seit 1984 jährlich in Anerkennung von hervorragenden künstlerischen Leistungen in den Bereichen Musik, Architektur und Literatur sowie Bildende Kunst und Darstellende Kunst vergeben. Das Land Tirol würdigt das Gesamtwerk oder eine außergewöhnliche Einzelleistung. Der Preis ist mit 14.000 Euro dotiert. Die Zuerkennung geschieht über einen Beschluss der Landesregierung auf einen einstimmigen Vorschlag der bestellten Jury. Die Jury wird von den Kulturbeiräten der Landesregierung bestellt. Den Vorsitz der Jury führt seit 2008 die Landesrätin Beate Palfrader als Landeskulturreferentin.

## Preisträger
- 1984 Walter Pichler[2]
- 1985 Karl Plattner
- 1986 Werner Pirchner
- 1987 Max Weiler
- 1988 Felix Mitterer
- 1989 Josef Lackner, Christian Bartenbach
- 1990 Oswald Oberhuber
- 1991 keine Preisvergabe
- 1992 Otto Grünmandl
- 1993 Erich Urbanner
- 1994 Gerhild Diesner
- 1995 Heinz Gappmayr
- 1996 Paul Engel
- 1997 Christian Berger
- 1998 Bert Breit
- 1999 Othmar Barth
- 2000 Norbert Gstrein
- 2001 Ernst Caramelle
- 2002 Wolfgang Mitterer
- 2003 Margarethe Heubacher-Sentobe[3]
- 2004 Otmar Suitner
- 2005 Ruth Drexel
- 2006 Franziska Weinberger und Lois Weinberger[4]
- 2007 Alois Hotschnig
- 2008 Günter Pichler
- 2009 Raoul Schrott
- 2010 Eva Schlegel[5]
- 2011 Franz Baur[6][7]
- 2012 Horst Parson[8]
- 2013 Peter Kogler[9]
- 2014 Julia Gschnitzer[10]
- 2015 Christoph W. Bauer[11]
- 2016 Florian Bramböck[12]
- 2017 Volker Giencke[13]
- 2018 Hellmut Bruch[14]
- 2019 Hanno Schlögl[15]
- 2020 Barbara Hundegger[16]
- 2021 Thomas Larcher[17]
- 2022 Rens Veltman[18]
- 2023 Nora Schlocker[19][20]
- 2024 Maria Crepaz und Hannah Crepaz[21][22]
- 2025 Johannes Maria Staud[23]